# (1345) Potomac
(1345) Potomac – planetoida należąca do zewnętrznej części pasa głównego asteroid okrążająca Słońce w ciągu 7 lat i 345 dni w średniej odległości 3,98 au. Została odkryta 4 lutego 1908 roku w obserwatorium w Taunton (Massachusetts) przez Joela Metcalfa. Nazwa planetoidy pochodzi od rzeki Potomak, płynącej we wschodniej części Stanów Zjednoczonych. Przed nadaniem nazwy planetoida nosiła oznaczenie tymczasowe (1345) 1908 CG.